# 土曜ナナハン学園危機一髪
『土曜ナナハン学園危機一髪』（どようナナハンがくえんききいっぱつ）は、1980年4月12日から同年9月27日までフジテレビ系列局（クロスネット局だった福島テレビ、テレビ山口、テレビ大分、鹿児島テレビを除く）で編成されていたフジテレビ製作の単発テレビドラマ枠である。編成時間は毎週土曜 19:30 - 20:54 （日本標準時）。

## 概要
それまでの同時間帯に放送されていた番組群と同様に84分枠の放送時間となっていた。
枠名の「ナナハン」は開始時刻の午後7時半に掛けたものであり、タイトルロゴにも「7:30」の文字が添えられていた。一方で「学園」とあるが、放送作品は必ずしも学園ドラマで統一されていたわけではなく、ファミリー向けのドラマを放送することもあった。
テーマ曲には甲斐バンドの「漂泊者（アウトロー）」が使用された。

## スタッフ
- 演出：杉田成道、大黒章弘、河合義隆 ほか
- 脚本：那須真知子、鴨井達比古、山浦弘靖、田代淳二、市川森一 ほか

## オープニング
- 演出：龍村仁
- 出演：星野真弓、河合宏

## 放送作品一覧
| 放送日         | サブタイトル                 | 脚本                | 演出     | 出演 |
| -------------- | ---------------------------- | ------------------- | -------- | --- |
| 1980年 4月12日 | ガラスの動物園               | 岡部俊夫            | 杉田成道 | 田中邦衛、熊谷美由紀、宮本信子、内藤武敏、小林千登勢、三橋達也、浅香光代、丹古母鬼馬二、三戸部スエ                                 |
| 4月19日        | シラケ帝国応答アリ…          | 岡田正代 那須真知子 | 河合義隆 | 秋吉久美子、柴俊夫、庄司たけし、田島理司、武内文平、加藤和夫、中村たつ、早川純一、伊藤辰夫                                         |
| 4月26日        | 子供たちのいちばん危険な夜…  | 冨川元文            | 藤田明二 | 林隆三、牟田悌三、中原ひとみ、松本秀人、山田吾一、白川和子、小野はるみ、西川ひかる                                                 |
| 5月3日         | もうさみしくなんかないぞ     | 石井君子            | 戸崎春雄 | 山口百恵、勝野洋、西尾まり、村井国夫、丹呉年克、大小原繁、塩月徳子、石井ひとみ、伊藤久哉、茅島成美、早川絵美、寺島達夫             |
| 5月17日        | 11歳のハートにすべり込め！   | 森薫                | 本多勝也 | 志穂美悦子、朝丘雪路、尾藤イサオ、森川誠、ガッツ石松、根岸明美、宮園純子、梅津栄、長谷川哲夫、岡本レイ子                           |
| 5月24日        | 18歳・旅立ち                 | 岡本克己            | 大室清   | 十朱幸代、高松英郎、谷川みゆき、絵沢萌子、真越敏幸、長塚京三、下條正巳、松浪志保、常田青児                                         |
| 5月31日        | ふんどしとスニーカー         | 高橋玄洋            | 脇田時三 | 小林桂樹、小川知子、野村義男、白都真理、市原悦子、田中明夫、南風洋子、久米明、織本順吉、大林丈史                                   |
| 6月14日        | 青春スキャンダル             | 山浦弘靖            | 大黒章弘 | 目黒祐樹、北詰友樹、三原順子、谷啓、三条美紀、高瀬春奈、星野真弓、丘さとみ、渥美国泰、立原博                                       |
| 6月28日        | トロピカル戦線異常あり!      | 山崎清人 上條逸雄   | 水島総   | 山本圭、藤田弓子、河西健二、毒蝮三太夫、千秋実、加藤嘉、山本麟一、ミスタースリムカンパニー                                         |
| 7月26日        | ゴーイング・ママ・ウェイ     | 鴨井達比古          | 大黒章弘 | 浅茅陽子、高橋昌也、土屋かおり、下条アトム、門間一浩、佐久田修、伊藤真奈美、石井富子、菅井きん、西岡慶子、小堺一機                 |
| 8月2日         | パパとママの戦場             | 山浦弘靖            | 淡野健   | 樫山文枝、小坂一也、田崎潤、北村総一郎、多々良純、石川のぼる、葦原邦子、土屋嘉男、佐々木すみ江、池田和歌子                         |
| 8月16日        | ゆく道くる道わかれ道         | 宮内婦貴子          | 若松節朗 | 渡辺篤史、吉行和子、長谷直美、小林聡美、河原崎長一郎、金田龍之介、塩沢とき、木村昌幸、安田伸、姫ゆり子、山谷初男                   |
| 8月23日        | 1980 - 帰らざる夏            | 高橋玄洋            | 淡野健   | 長門裕之、金田賢一、友里千賀子、吉野佳子、藤岡大樹、紗貴めぐみ、水城蘭子、賀田裕子、横山政幸                                       |
| 9月6日         | ちょうちょ母の物語           | 猪又憲吾            | 大室清   | 浜美枝、浜田光夫、池部良、大塚准也、横山道代、小野はるみ、里見和香、大矢兼臣、佐藤博、藤原釜足                                     |
| 9月13日        | わかってほしい！             | 石松愛弘            | 大黒章弘 | 大場久美子、荻島真一、野際陽子、結城しのぶ、川津祐介、高田敏江、松浪志保、金井大、加藤和恵、大塚国夫                               |
| 9月20日        | UFO跳んだ！                  | 田代淳二            | 水島総   | 黒沢年男、岡田奈々、中原ひとみ、織本順吉、浜村純、宮口精二、京本政樹、清水昭博、佐瀬陽一、谷村好一、見城豊信、田中美佐、三戸部スエ |
| 9月27日        | グッバイ・ミュージックメイト | 市川森一            | 中山三雄 | 伊藤蘭、鶴見辰吾、南田洋子、新克利、桜井センリ、伊佐山ひろ子、和久井節緒、倉崎青児、江藤博利、堀広道、三島優子                     |

## ネット局
系列・局名は放映当時のもの。
- フジテレビ（製作局）
- 北海道文化放送（UHB）
- 仙台放送（OX）
- 秋田テレビ（AKT）
- 山形テレビ（YTS）
- 新潟総合テレビ（NST）
- 長野放送（NBS）
- テレビ静岡（SUT）
- 富山テレビ（T34）
- 石川テレビ（ITC）
- 福井テレビ（FTB）
- 東海テレビ（THK）

- 関西テレビ（KTV）
- 山陰中央テレビ（TSK）
- テレビ岡山（OHK）
- テレビ新広島（TSS）
- テレビ愛媛（EBC）
- テレビ西日本（TNC）
- サガテレビ（sts）
- テレビ長崎（KTN）
- テレビ熊本（TKU）
- テレビ宮崎（UMK）
- 沖縄テレビ（OTV）

| フジテレビ系列 土曜19:30枠                                               | フジテレビ系列 土曜19:30枠                                 | フジテレビ系列 土曜19:30枠 |
| 前番組                                                                   | 番組名                                                     | 次番組 |
| ------------------------------------------------------------------------ | ---------------------------------------------------------- | --- |
| 欽ちゃんのドンとやってみよう! （第4期） （1979年9月8日 - 1980年3月29日） | 土曜ナナハン学園危機一髪 （1980年4月12日 - 1980年9月27日） | アップルハウス （1980年10月4日 - 1981年3月28日） ※19:30 - 20:00ピーマン白書 （1980年10月4日 - 1980年11月22日） ※20:00 - 20:54 |